# بيري يونغ
بيري يونغ (4 أغسطس 1963 ببالتيمور في الولايات المتحدة - ) (بالإنجليزية: Perry Young)‏ هو لاعب كرة سلة أمريكي في مركز هجوم خلفي. لعب مع بورتلاند ترايل بلايزرز وشيكاغو بولز.

## وصلات خارجية
- بيري يونغ على موقع إن بي أي (الإنجليزية)
- بيري يونغ على موقع سبورتس رفرنس (الإنجليزية)
- بيري يونغ على موقع كلية كرة السلة في سبورتس رفرنس.كوم (الإنجليزية)
- بيري يونغ على موقع ريلجم (الإنجليزية)
- بيري يونغ على موقع بروبوليرز (الإنجليزية)